# Pliniola nigristriata
Pliniola nigristriata là một loài bướm đêm thuộc phân họ Arctiinae, họ Erebidae.